# Kustslätt
| Kustslätt |
| --- |
| Smal kustslätt i Taiwan. - Betydelse – platt, lågt belägt landområdet nära kust - Bildande – från havsbotten (på kontinentalsockel) eller alluvium - Exempel – Atlantiska kustslätten, Israeliska kustslätten |

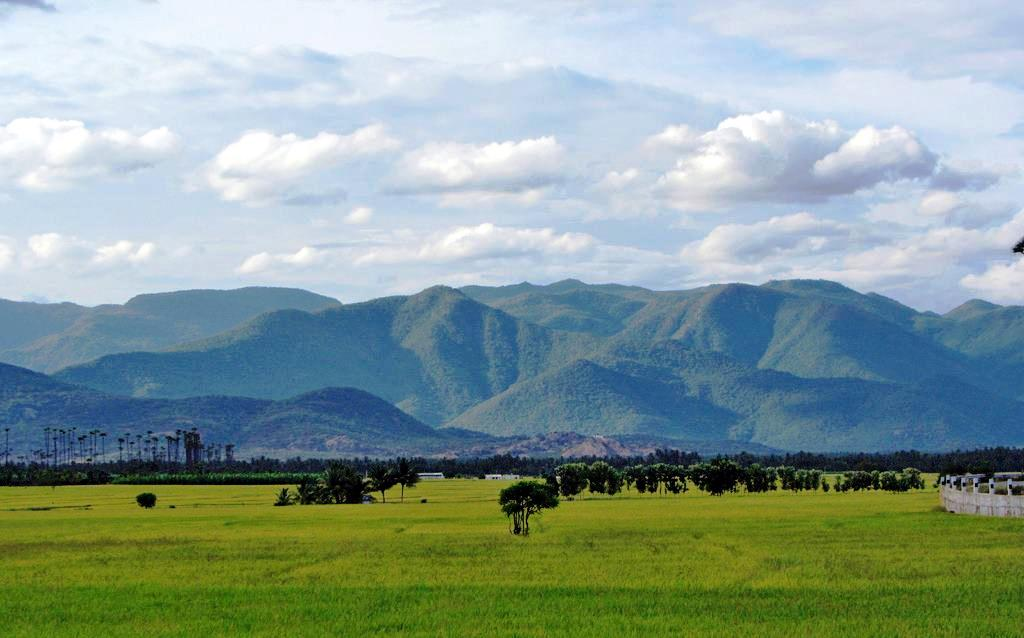
Kustslätt i Indien med utsikt mot Västra Ghats.

En kustslätt är ett platt, lågt beläget landområde nära en kust. Det skiljs från inlandet av andra landformer, såsom berg. En kustslätt kan bildas från havsbotten eller via flodavlagringar. Exempel på kustslätter är Atlantiska kustslätten i östra USA och Israels kustslätt vid Medelhavet.

## Två typer
Det finns två huvudsakliga sätt som kustslätter kan formas på. En del kustslätter har sitt upphov i havsbotten, som en del av kontinentalsockeln, också kallad kontinentalhyllan. De var då från början grunda havsområden nära land. När havsnivån sedan sjönk (havsnivån har i förhistorisk tid periodvis varit högre än idag), blev botten till land och en kustslätt skapades. Denna typ av kustslätt kan ibland sträcka sig långt inåt land, och fossil av marina organismer brukar kunna hittas i avlagringarna.
Andra kustslätter är uppbyggda av ansamlade flodavlagringar. Floder för hela tiden med sig sand, lera och annat sedimentärt material  som avsätts i havet runt flodmynningen i form av en alluvial- eller sedimentslätt, och ett nytt landområde kan på så vis bildas.

## Exempel
I Nordamerika finns stora kustslätter längs kusten mot Atlanten: Atlantiska kustslätten) och Mexikanska golfen. I Alaska finns det exempel på arktisk kustslätt bland annat i Arctic National Wildlife Refuge. I västra Sydamerika finns en långsträckt kustslätt mellan Stilla havet och Anderna.
I Europa finns avlagringsbaserade kustslätter i flera olika länder. Dessa inkluderar Nederländerna, som delvis är uppbyggt av sedimentering från Rhen och Maas och Schelde). Poslätten brukar ses som en flodslätt.
Världens största alluvialslätt är den som bildats av Indus och Ganges i den norra delen av den indiska subkontinenten. Denna brukar ses som en flodslätt, genom det generellt stora avståndet från den nuvarande kusten. Israel har en kustslätt mellan Medelhavet och bergshöjderna i öster.

## Bildgalleri

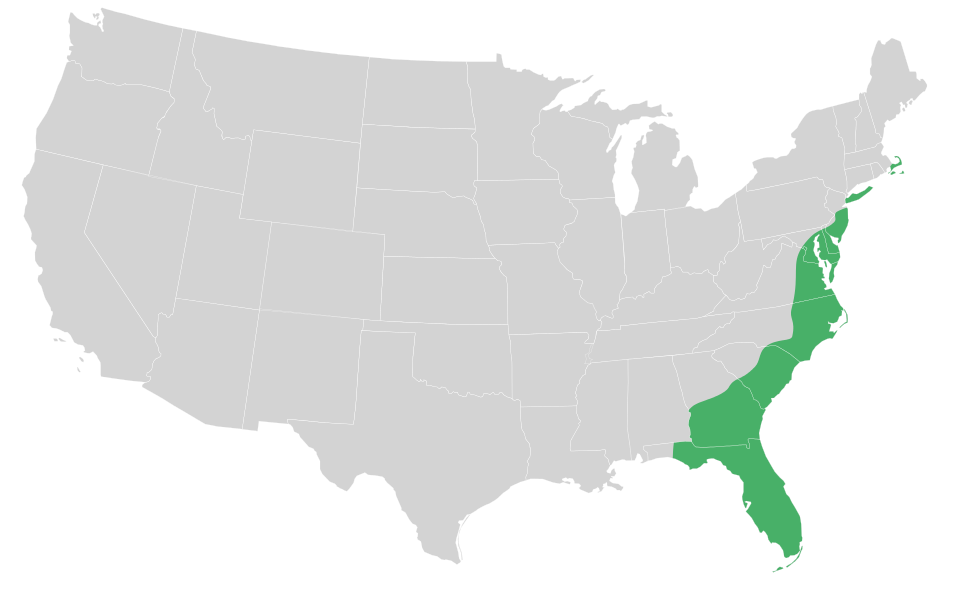
Den atlantiska kustslätten i Nordamerika.
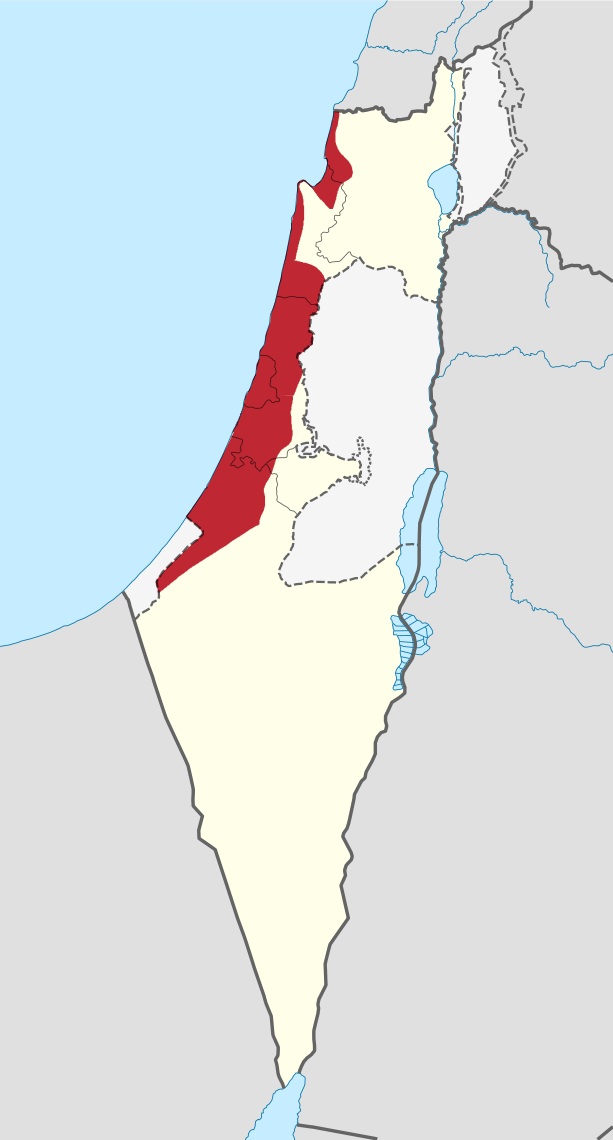
Den israeliska kustslätten vid Medelhavet.